# ʠ
ʠ یکی از حروف الفبای لاتین است. این حرف تشکیل‌شده از یک Q به همراه قلابی کامی می‌باشد. در گذشته در الفبای آوانگاری بین‌المللی این حرف نشان‌دهندهٔ آوای هم‌خوان مکیده بود. ولی از ۱۹۹۳ میلادی، [ʛ̥] جایگزین آن شده‌است.